# گروه هتل‌های اینترکنتیننتال
گروه هتل‌های اینترکنتیننتال (به انگلیسی: InterContinental Hotels Group) یک شرکت چندملیتی هتلداری بریتانیایی است، که با در اختیار داشتن ۵٬۷۲۳ هتل در ۱۰۰ کشور، به‌عنوان یکی از بزرگ‌ترین گروه‌های هتل‌داری جهان شناخته می‌شود.
ریشه‌های تأسیس گروه هتل‌های اینترکنتیننتال به سال ۱۷۷۷ بازمی‌گردد، که ویلیام بیس، هتل بیس بریوری را راه‌اندازی کرد. در حال حاضر از مجموع هتل‌های زیرمجموعه اینترکنتیننتال، تعداد ۳٫۹۰۰ هتل، به‌صورت مستقل و با قراردادهای فرانشیز مدیریت می‌شوند، ۶۵۲ هتل نیز به‌طور مستقیم تحت مدیریت این شرکت اداره می‌شوند، که از این تعداد تنها ۱۰ هتل در مالکیت کامل اینترکنتیننتال قرار دارد. دفتر مرکزی این گروه در باکینگهام‌شر، بریتانیا قرار دارد و بخشی از سهام آن در بازارهای بورس نیویورک و بورس لندن معامله می‌شود.